# STB GR1 261–267
Die zweiachsigen gedeckten Güterwagen der Gattung GR1 mit den Nummern 261–267 waren ab 1893 bei der Seethalbahn-Gesellschaft (STB) im Einsatz.

## Geschichte
1898 bestellte die STB bei der Schweizerischen Industrie-Gesellschaft sieben gedeckte Güterwagen der Gattung GR1.
Die Wagen waren mit Westinghousebremsen ausgerüstet, da sie zum Transport von Eilgut in Reisezügen verkehrten. Sie hatten einen roten Anstrich und eine weisse Beschriftung.
Nach der Übernahme der STB durch die Schweizerischen Bundesbahnen (SBB) 1922 bekamen die Wagen das von der SBB für Eilgutgüterwagen verwendete Gattungskennzeichen K2c und die Nummern 35387–35393. 1934 wurde die Bezeichnung nochmals zu K2a mit den Nummern 36959–36965 geändert und die Wagen bekamen die dann übliche graue Farbe. Sie wurden zwischen 1967 und 1972 ausgemustert.